# Catherine II
« Catherine la Grande » redirige ici. Pour les autres significations, voir Catherine II.
Pour les articles homonymes, voir Catherine de Russie.
Catherine II (en russe : Екатерина II) ou Catherine la Grande (Екатери́на Вели́кая), née Sophie Frédérique Augusta d'Anhalt-Zerbst le 2 mai 1729 à Stettin en Poméranie (aujourd'hui Szczecin en Pologne) et morte le 17 novembre 1796 à Saint-Pétersbourg, est l'épouse du prince puis empereur Pierre III (1728-1762). Elle devient impératrice régnante de Russie en 1762 jusqu'à sa mort, à la suite d'un coup d'État le 9 juillet 1762, suivi de l'incarcération de Pierre III, puis de son exécution le 17 juillet par un proche de Catherine.
Prénommée Catherine lors de son baptême orthodoxe, nécessaire avant son mariage avec le prince Pierre, elle devient impératrice consort après l'avènement de celui-ci (5 janvier 1762). Après son coup d'État, elle se fait proclamer « impératrice et autocrate de toutes les Russies ».
Elle règne personnellement sur l'Empire russe du 9 juillet 1762 à sa mort le 17 novembre 1796. Sous son règne, la Russie connaît une grande expansion territoriale vers l'ouest et le sud (plus de 500 000 km2), notamment à l'occasion des trois partages de la Pologne (1772, 1793 et 1795) et de guerres victorieuses contre l'Empire ottoman.

## Biographie

### Origines familiales et formation

Les principautés d'Anhalt.

Sophie Frédérique Augusta d’Anhalt-Zerbst est l’aînée des enfants de Christian-Auguste d'Anhalt-Zerbst et de son épouse Jeanne-Élisabeth de Holstein-Gottorp. Lors de sa naissance, ses parents déplorent qu’elle ne soit pas un garçon.
Membre de la maison d'Anhalt-Zerbst, son père est d'abord officier dans l'armée du royaume de Prusse, un des principaux États du Saint-Empire romain germanique. En 1729, il est commandant de la place de Stettin, résidant au château ducal où sa fille naît. En 1741, il devient gouverneur de la province prussienne de Poméranie ultérieure. En 1742, il hérite de la principauté souveraine d'Anhalt-Zerbst.
Sophie reçoit une éducation protestante, austère et rigide ; entourée de peu d’affection, elle est marquée par une Française huguenote, Babette Cardel, qui dirige son éducation, lui enseignant, outre la langue française, les manières et les coutumes de la société aristocratique dont elle doit faire partie. Mais elle lui donne aussi le goût de la littérature française de son époque. Dès ses onze ans, la princesse se tourne vers des activités intellectuelles, telles que vers la lecture et les études. Introduite par sa mère dans plusieurs cours allemandes, elle se fait remarquer par son charisme[pas clair].

### Le mariage avec Pierre de Russie

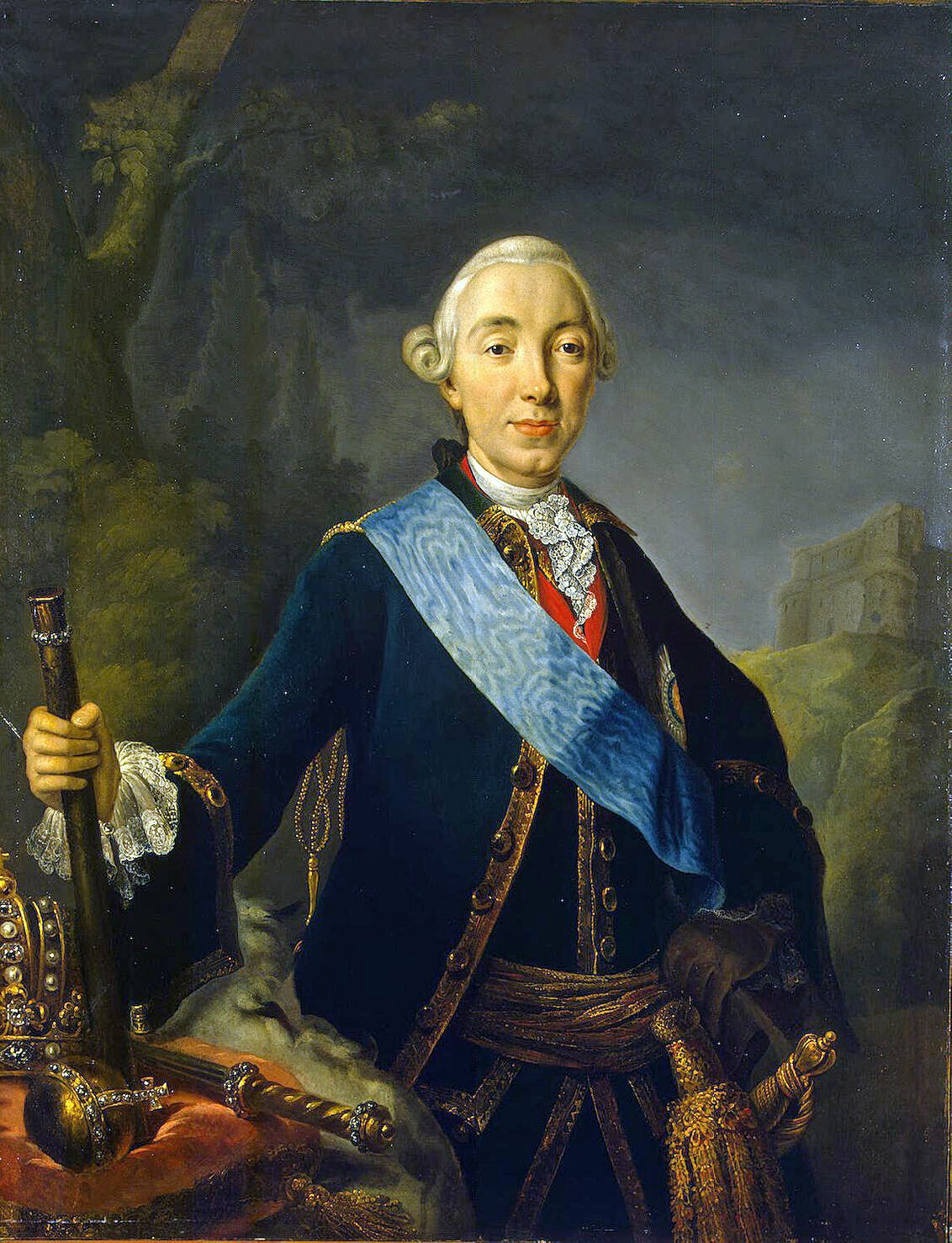
Pierre III de Russie (1761).

À partir de 1741, la Russie a, à sa tête, une fille de Pierre le Grand, Élisabeth (1709-1762), dont le prince Pierre est le neveu.

#### Jeunesse allemande du prince Pierre (1728-1742)
Pierre est en effet le fils d'Anna Petrovna de Russie (1708-1728), autre fille de Pierre le Grand, et d'un prince allemand, Charles-Frédéric de Holstein-Gottorp (1700-1739). Pierre naît à Kiel en février 1728. Sa mère meurt quelques jours après l'accouchement, le 4 mars. Pierre est élevé en Allemagne dans des conditions assez rigoureuses.
Lui et Sophie sont apparentés, tous deux arrière-petits-enfants de Christian-Albert de Holstein-Gottorp (1641-1695). Ils se rencontrent pour la première fois vers 1740 au château d'Eutin, en Holstein.
En 1739 Pierre devient duc de Holstein-Gottorp sous la régence d'un oncle, évêque de Lubeck. En 1742 l'impératrice Élisabeth le fait venir en Russie en vue de faire de lui son successeur.
Dès son enfance Pierre apparaît comme assez instable, état s'aggravant après son arrivée en Russie, un pays qu'il n'aime pas du tout.

#### Projets matrimoniaux de la mère de Sophie et de l'impératrice
La mère de Sophie, qui suit avec intérêt les affaires de Russie, envisage assez tôt le mariage de sa fille avec Pierre. Ayant envoyé des portraits de sa fille à la cour russe, elle est invitée en janvier 1744 à venir avec elle en Russie.
Le prestige de la maison d'Anhalt-Zerbst est assez faible, elle n'est ni très riche ni très puissante. Mais, en raison des difficultés de succession créées par des revendications du trône de divers partis[pas clair], l'impératrice Élisabeth préfère ne pas avoir de complications diplomatiques ou de revendications extravagantes[pas clair]. De surcroît, Sophie est jeune et dépourvue d'expérience politique : elle ne représente donc aucun danger pour le trône de Russie[pas clair]. De son côté, Sophie, qui a alors 14 ans, comprend ce qui se joue. Loin d’être ignorante du prestige et du pouvoir qui sont liés à son futur statut, elle balaye les hésitations de sa mère[réf. nécessaire].

#### Arrivée en Russie et fiançailles (juin 1744)
À leur arrivée en Russie, Sophie et sa mère sont accueillies par toute une grande procession jusqu’à Moscou[pas clair], où elles rencontrent l'impératrice et son neveu. Dans ses Mémoires, Catherine parle de la grandeur d’Élisabeth, mais ne dit rien à propos de son futur époux.
L’ascension vers le statut de grande-duchesse se fait presque sans heurt (excepté une maladie qui la rapproche d’Élisabeth)[pas clair].
Le 28 juin 1744, elle se convertit à la religion orthodoxe, condition nécessaire à un mariage avec un prince russe, elle est rebaptisée sous le nom de Catherine Alexeïevna (Catherine, fille d'Alexis). Au cours de cette cérémonie, elle s’exprime en russe devant un peuple qui l’adopte bientôt[réf. nécessaire]. Les fiançailles ont lieu le lendemain : elle devient alors « grande-duchesse et altesse impériale ».
Conseillée dans ses lectures par divers intellectuels de passage, elle demande le catalogue de l’Académie des sciences[pas clair], où elle commande Plutarque, Montesquieu et d’autres auteurs.

#### Cérémonie du mariage (septembre 1745) et suites
Le mariage a lieu un an plus tard, le 1er septembre 1745.
La cérémonie somptueuse est suivie de dix jours de fête. Questionnée le lendemain de sa nuit de noces, Catherine (15 ans) ne trouve rien à dire. Diverses hypothèses présentent Pierre (17 ans) comme sexuellement immature ou innocent, voire impuissant en raison d’un phimosis, à l’inverse de Catherine autour de laquelle flottent des rumeurs sur sa sexualité précoce.

### Grande-duchesse de Russie (1745-1762)

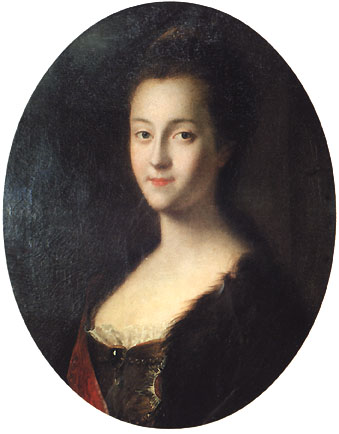
Portrait de Catherine en 1745, peu après son arrivée en Russie, par Louis Caravaque.

Le mariage ne rapproche pas les époux, d'autant plus que Catherine, lectrice de Machiavel, Tacite, Voltaire et Montesquieu, se montre favorable à l'opposition[réf. nécessaire], à tel point qu'elle est placée en résidence surveillée au palais de Peterhof et que son mari menace de la faire enfermer et remplacer par sa maîtresse sur le trône à ses côtés.
Au bout de huit ans de mariage (1753), Catherine n'a toujours pas d'enfant. L'impératrice Élisabeth Ire, elle-même sans enfant, veut absolument qu'elle donne un héritier à son neveu. Elle lui suggère même de prendre un amant[réf. nécessaire] : le prince Lev Alexandrovitch Narychkine (1733-1799) ou le comte Sergei Saltykov.
Catherine choisit Saltykov. En 1754, elle donne naissance à un fils, Paul (1754-1801), dont la paternité paraît marquée par l'ambiguïté.
Elle a d'autres amants au cours de cette période, notamment un noble polonais, Stanislas Poniatowski, que l'impératrice contraint à quitter la cour de Russie.

### Impératrice consort sous le règne de Pierre III (5 janvier-9 juillet 1762)
L'impératrice Élisabeth meurt le 5 janvier 1762. Pierre III lui succède, mais en quelques mois se coupe de l'armée et de l'Église.

#### Mesures prises par le tsar
Au moment du décès de l'impératrice l'armée de la Russie, alliée à la France de Louis XV et à l'Autriche de Marie-Thérèse dans le cadre de la guerre de Sept Ans, assiège Berlin, capitale du royaume de Prusse de Frédéric II, et est même sur le point de l'emporter. Mais le nouveau tsar est un admirateur de Frédéric, et dès son avènement il se retire de la coalition : tous les territoires occupés par l'armée russe sont évacués sans qu'aucune contrepartie soit demandée au roi de Prusse. Le 5 mai la paix est signée entre la Russie et la Prusse. Pierre promet même de se joindre à Frédéric dans sa guerre contre l'Autriche. Un oukase oblige l'armée à se vêtir d'uniformes prussiens[réf. nécessaire]. Tout cela suscite un grand mécontentement chez les officiers russes, que le tsar a privés d'une victoire et qui se sentent trahis.
L'Église orthodoxe est également visée par un oukase modernisateur obligeant les popes à se couper la barbe et à s'habiller comme des pasteurs protestants. Les icônes sont retirées des églises et les biens du clergé orthodoxe confisqués[réf. nécessaire]. La liberté religieuse est proclamée.
Un dernier oukase satisfait en revanche une partie de la noblesse : il met fin au service perpétuel[réf. nécessaire] instauré par Pierre le Grand pour cette classe de la société . Désormais, les nobles ne sont plus contraints de servir l'État, sauf en temps de guerre. Les successeurs de Pierre III ne reviendront pas sur cet oukase.
Au printemps 1762, Pierre III, agissant en tant que duc de Holstein-Gottorp, s'apprête à déclarer la guerre au Danemark afin de s'emparer du duché de Schleswig (contigu au duché de Holstein), dont le roi de Danemark est le détenteur féodal. Méfiant envers son épouse, il assigne Catherine au palais de Peterhof et part rejoindre ses troupes à Kronstadt, port de guerre sur le golfe de Finlande.

#### Coup d'État et accession au trône de Catherine (juillet 1762)

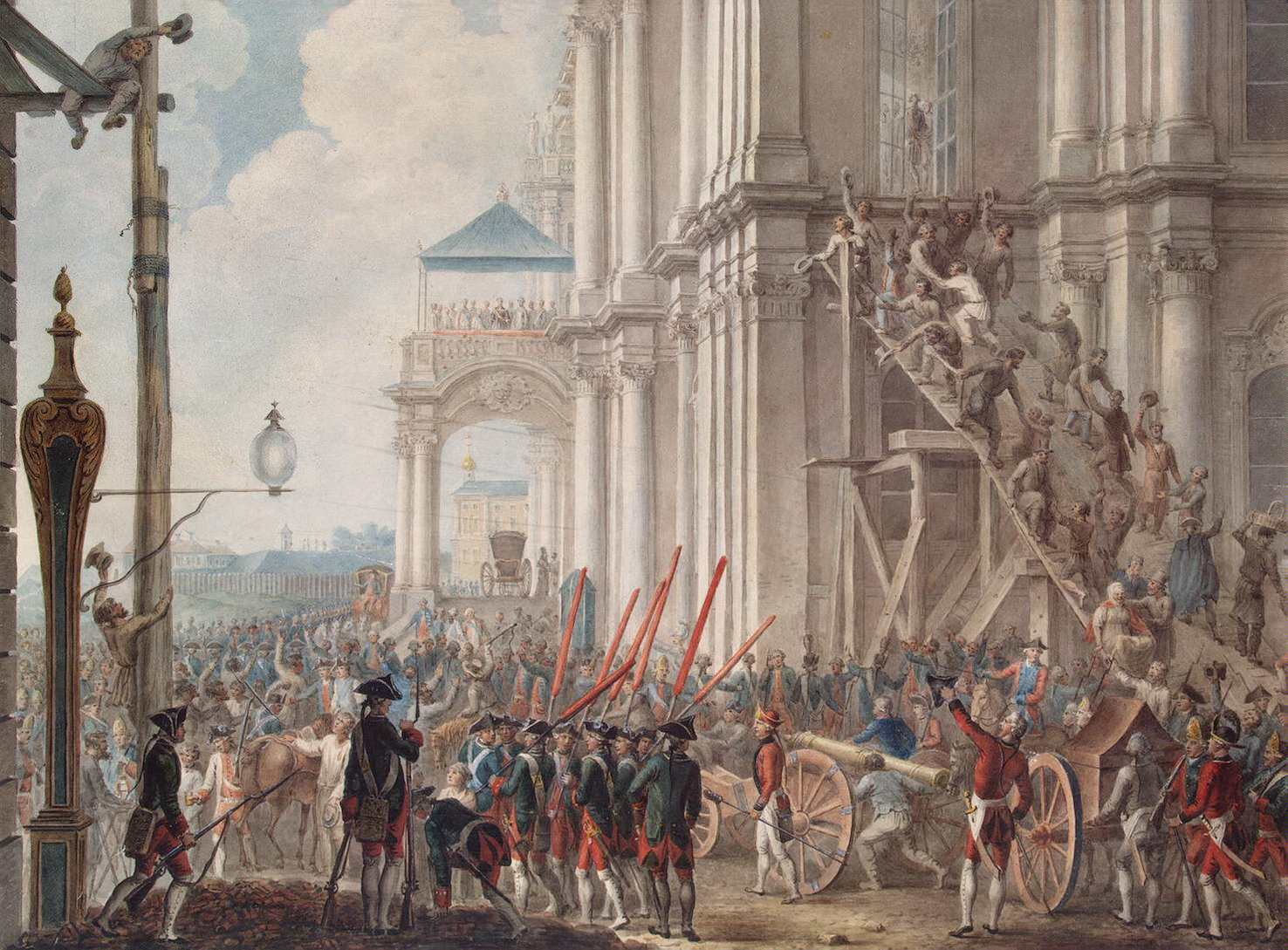
Catherine II sur le balcon du palais d'Hiver le jour du coup d'État.

Catherine, qui se sent menacée, décide le 28 juin 1762 (9 juillet dans le calendrier grégorien) de prendre le pouvoir par la force et de renverser son époux, avec l'aide de Nikita Panine et des frères Orlov (en particulier son amant, Grigori Orlov). Ceux-ci soudoient une centaine de soldats des régiments Préobrajenski et Ismaïlovski, qui servent d'escorte à Catherine dans sa marche sur Saint-Pétersbourg. Après quelques hésitations, les autres régiments se joignent à eux. À son arrivée dans la capitale, Catherine est accueillie triomphalement et reconnue par le clergé et le Sénat.
Lâché par l'armée et la flotte de Kronstadt, Pierre III est arrêté et assigné à résidence à Ropcha, où on l'oblige à signer son acte d'abdication. L'exil semble avoir été envisagé, mais l'ancien empereur est finalement mis à mort, probablement étranglé par Alexeï Orlov, « ce qui a fait dire à Germaine de Staël que la Russie était un despotisme tempéré par la strangulation ». Meurtre prémédité par elle ou non, Catherine annonça aux chancelleries des pays étrangers que l'empereur avait succombé à une colique hémorroïdale. Elle régna alors sous le nom de Catherine II d'une manière exclusive.

### Impératrice de Russie

#### Affaires extérieures

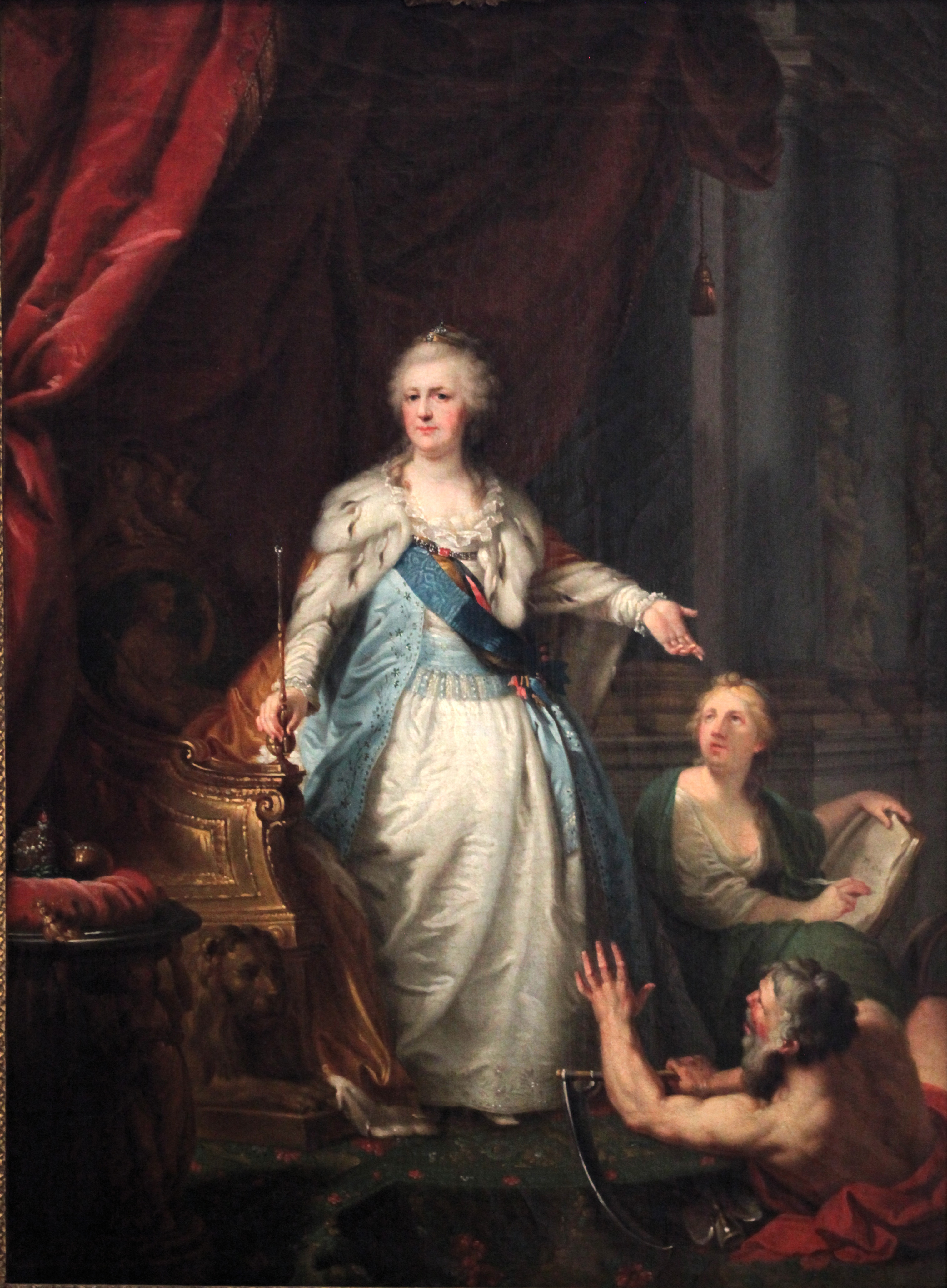
Portrait de l'impératrice Catherine II de Russie par Johann Baptist von Lampi, (Musée de la Révolution française).

##### Les ministres des Affaires étrangères
Son premier ministre des Affaires étrangères, Nikita Panine, exerce une influence considérable. Il dépense des sommes importantes pour créer l’accord du Nord entre la Russie, la Prusse, la Pologne, la Suède et peut-être le Royaume-Uni pour contrer l'alliance franco-autrichienne. Mais quand il apparaît que ce plan ne peut pas réussir, Panine est limogé (1781).

##### La question polonaise et les partages de la Pologne (1762-1795)
En 1764, à la suite de la mort du roi Auguste III, Catherine soutient l'élection au trône de Pologne et de Lituanie de son ancien amant, Stanislas Poniatowski, qui devient Stanislas II Auguste.
La politique des tsars depuis les années 1710 est de maintenir un protectorat russe sur la république des Deux Nations. Mais Catherine doit tenir compte des ambitions de la Prusse de Frédéric II, favorable à l'annexion de certains territoires polonais, en particulier la Prusse occidentale, qui sépare la Prusse orientale (Königsberg) du Brandebourg (Berlin). Les motifs (ou prétextes) d'ingérence de la Russie et de la Prusse dans les affaires polonaises sont :
- la protection, respectivement, des orthodoxes et des protestants vivant dans la république ;
- la défense des droits de la noblesse polonaise face au roi, notamment le liberum veto, dans le but de réduire le gouvernement polonais à une quasi impuissance.

Il faut aussi tenir compte de l'opinion des nobles polonais, dont certains sont favorables à la Prusse, d'autres favorables à la Russie et d'autres patriotes.
La première crise est, en 1768, le soulèvement contre le roi et contre l'emprise de l'ambassadeur Nicolas Repnine, la confédération de Bar. La guerre civile entraîne très vite l'intervention de troupes russes, ainsi que d'un contingent français (en faveur des insurgés), commandé par le colonel Dumouriez. La confédération est vaincue en 1771 et la situation du pays à cette date permet à la Prusse d'imposer le premier partage de la Pologne (1772), entre la Russie, la Prusse et l'Autriche de Marie-Thérèse.
Après cette catastrophe historique, le roi de Pologne entreprend avec l'appui des intellectuels patriotes conscients des problèmes du pays, de renforcer les pouvoirs du gouvernement. Dans les années 1780, ils profitent de la guerre russo-turque pour lancer une réforme de grande ampleur : la mise en place d'une constitution, à une époque où le seul pays doté d'une constitution est les États-Unis (1787). La constitution polonaise est promulguée le 3 mai 1791, quelques mois avant la première constitution française. Elle transforme la république des Deux Nations en une monarchie héréditaire (au profit de Stanislas) à régime parlementaire, dans laquelle le liberum veto n'existe plus.
Pour Catherine, c'est un casus belli. La guerre russo-turque terminée, commence la guerre russo-polonaise de 1792. L'armée polonaise, trahie par une partie de la noblesse (la confédération de Targowica, pro-russe), est rapidement écrasée ; le roi rebelle et la Diète sont contraints d'abroger la constitution et d'accepter le deuxième partage, cette fois au profit seulement de la Russie et de la Prusse. Nombre de nobles polonais, officiers de l'armée, prennent le chemin de l'exil.
En 1794, un groupe d'officiers, commandés par Tadeusz Kościuszko, suscite un soulèvement dirigé contre la Russie, qui outre les annexions de 1793, a des troupes dans ce qui reste de la république. L'insurrection de Kosciuszko, commencée en mars 1794, est vaincue en octobre. Un troisième partage a lieu en 1795 entre les trois puissances de 1772. Ce partage de 1795 met fin à l'existence de la république des Deux Nations, Varsovie étant alors attribuée à la Prusse. Mais au total, c'est la Russie qui a obtenu le plus de territoires. Sa frontière occidentale est désormais limitrophe de la Prusse et de l'Autriche.
De nombreux officiers polonais exilés vont par la suite se mettre au service de la République française dans le cadre des Légions polonaises de l'armée d'Italie, commandée par le général Bonaparte.

##### Le grand projet de Catherine dans les Balkans ottomans
Catherine a un grand projet visant à reconstituer l'ancien Empire byzantin et à le donner à son petit-fils Constantin. Cet empire, qui aurait pour capitale Constantinople, engloberait la Grèce, la Thrace, la Macédoine et la Bulgarie. Les principautés danubiennes formeraient un « royaume de Dacie », promis à son favori Grigori Potemkine. Le reste des Balkans, c'est-à-dire la Bosnie, la Serbie et l'Albanie, serait attribué en compensation à l'Autriche. La république de Venise obtiendrait la Morée, la Crète et Chypre.
Catherine fait de la Russie un pouvoir dominant au Levant (Proche-Orient) après la première guerre contre l'Empire ottoman. Elle enlève aux Turcs la Crimée et les forteresses d'Azov, de Taganrog, de Kınburun et d'Izmaïl.
Elle décrète l'annexion de la Crimée en 1783, neuf ans après que celle-ci eut obtenu son indépendance[pas clair].
L'empire ottoman déclenche une seconde guerre en 1787, qui se termina en 1792 par le traité de Jassy.

##### Autres interventions à l'extérieur
Pendant la guerre de Succession de Bavière (1778-1779), elle agit comme médiatrice entre la Prusse et l'Autriche.
En 1780, elle crée la Ligue de neutralité armée afin de défendre les vaisseaux indépendants de la Grande-Bretagne pendant la guerre d'indépendance des États-Unis[pas clair].
Entre 1788 et 1790, la Russie est engagée dans une guerre contre la Suède. Gustave III, cousin de Catherine, essaye de reprendre les territoires perdus en 1720 après la mort de Charles XII. Après la bataille de Svensksund (aujourd'hui Ruotsinsalmi en Finlande) en juillet 1790, un traité est signé, la paix de Värälä.
À la fin de son règne, le territoire de l'empire a été agrandi de 518 000 km2, au détriment de la Pologne et de la Turquie principalement.

##### Catherine II et la Révolution française
En ce qui concerne les affaires de la France révolutionnaire, en guerre contre la plus grande partie de l'Europe à partir de 1793, Catherine intervient assez peu, contrairement à la Prusse (de 1792 à 1795) et à l'Autriche (de 1792 à 1797).
Opposée à la Révolution française, elle rompt les liens diplomatiques avec la Première République et interdit en Russie les ouvrages français issus des Lumières.

#### Politique intérieure
Réformes institutionnelles

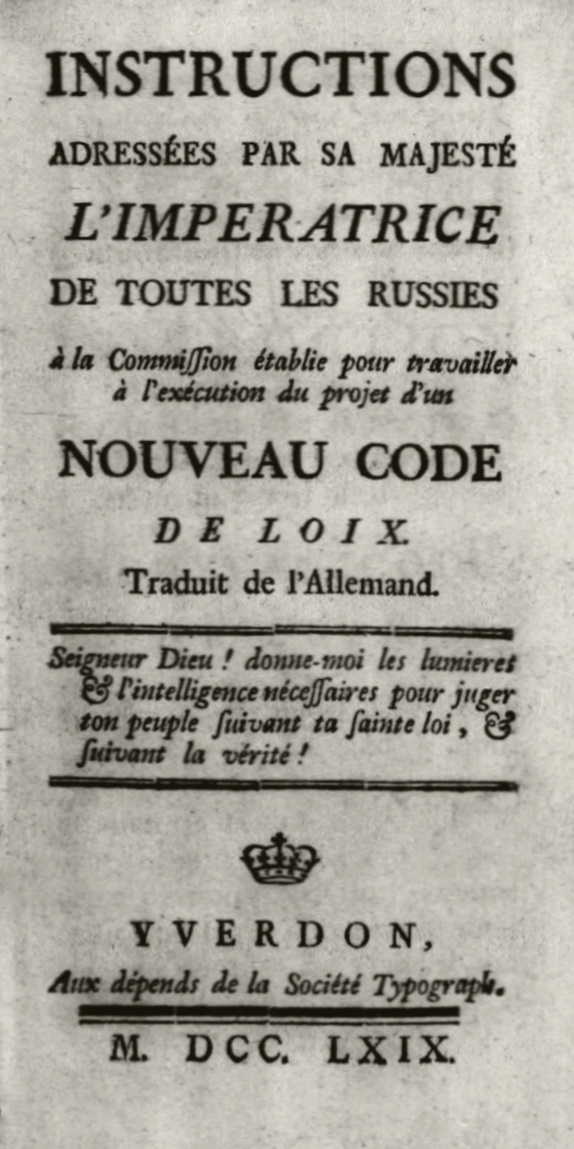
Instructions de l'impératrice à la commission appelée à rédiger le nouveau code de lois, 1769.

Sur le plan intérieur, Catherine II travaille à une modernisation institutionnelle, en se fondant sur la pensée des Lumières.
En 1767, elle publie un traité intitulé son Nakaz (Instructions adressées par Sa Majesté l'impératrice de toutes les Russies établies pour travailler à l'exécution d'un projet d'un nouveau code de lois).
En 1769, elle institue une commission législative où sont représentées toutes les classes de la société (sauf les serfs), mais elle est dissoute avant d'avoir produit des résultats effectifs, sans doute en raison de la révolte de Pougatchev.

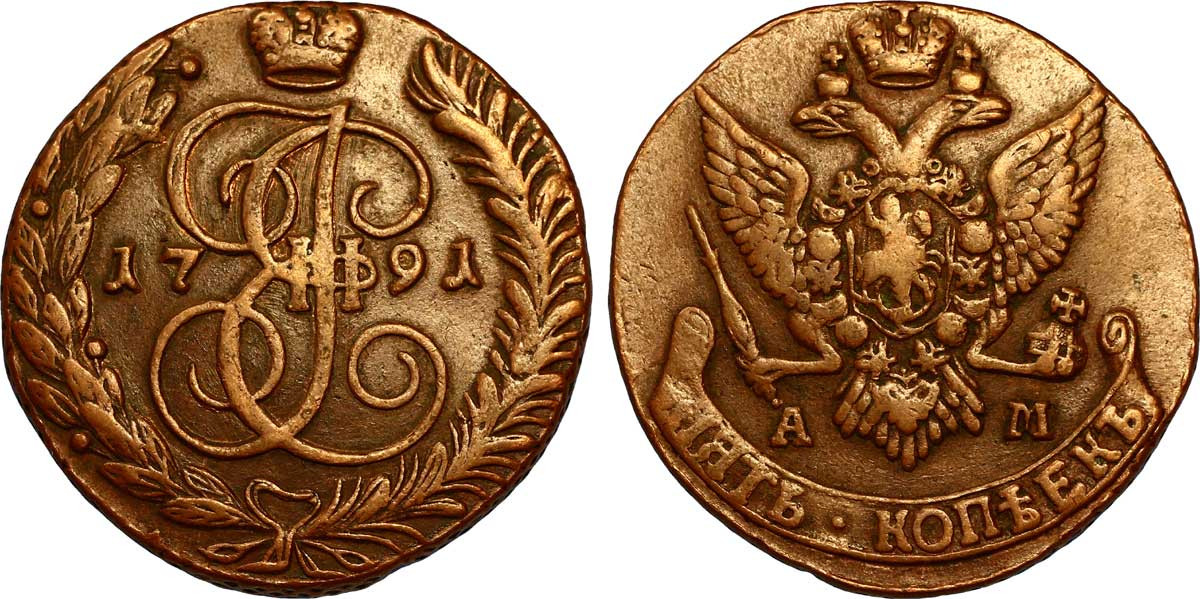
5 kopecks représentant l'aigle bicéphale et le monogramme de Catherine II (1791).

Catherine réorganise l'administration provinciale, donnant au gouvernement plus de contrôle sur les zones rurales à cause de la menace des révoltes paysannes. En 1785, elle édicte une Charte de la noblesse (en), qui autorise les nobles à présenter des pétitions au monarque, qui les exempte du service militaire et qui leur donne beaucoup plus de pouvoirs et de droits. La même année, elle publie une Charte des villes qui leur reconnaît une certaine autonomie.
Développement économique

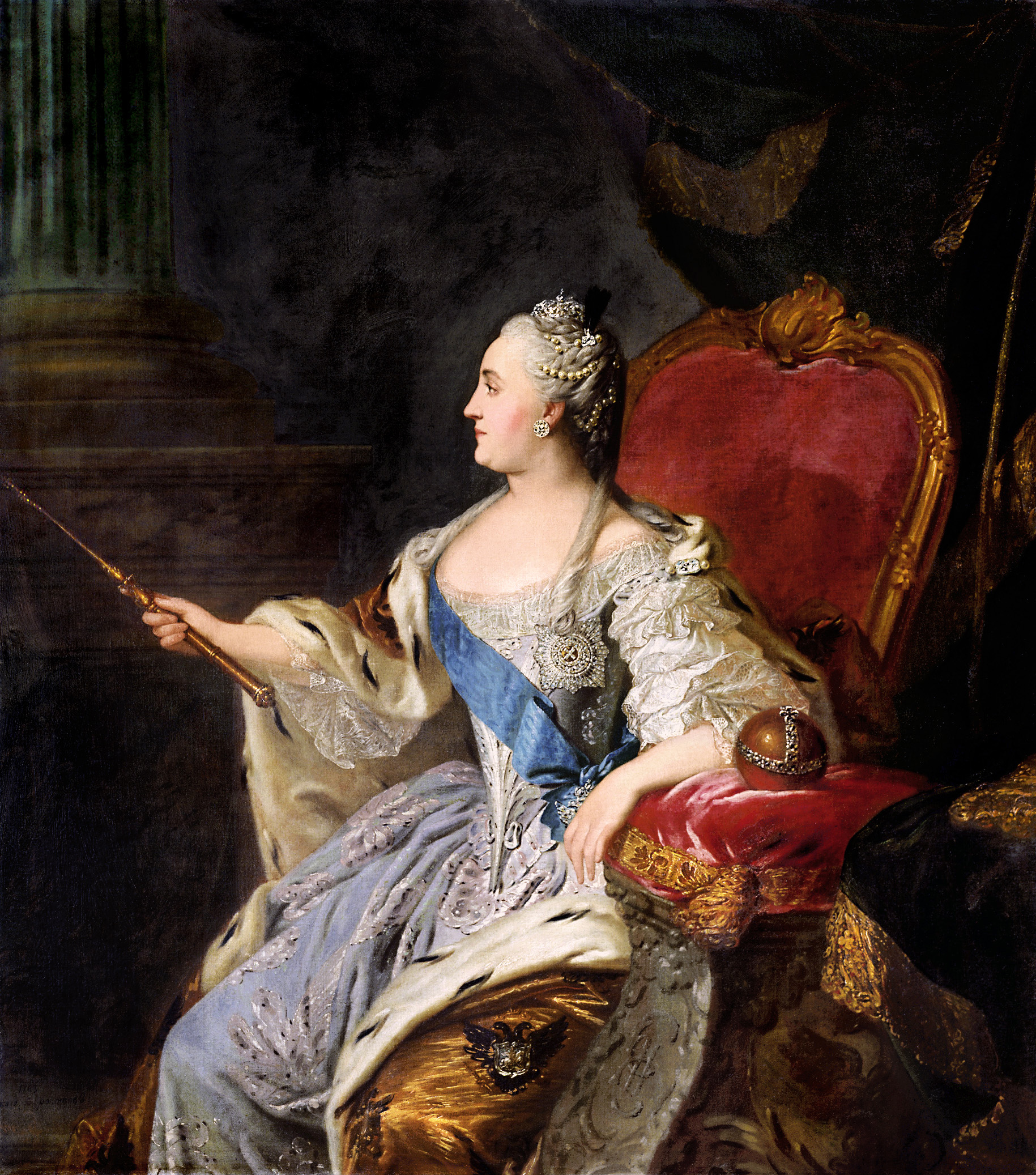
Portrait de Catherine II, par Fiodor Rokotov, 1763.

Elle cherche aussi à donner une impulsion à l'agriculture et à l'industrie russes.
Au cours de son règne, la Russie devient le premier producteur mondial de fer, de fonte et de cuivre. En 1796, elle compte plus de 200 usines, ateliers et manufactures. La production industrielle a doublé et la valeur du commerce intérieur et extérieur triplé.[réf. nécessaire] Les États occidentaux doivent désormais accueillir la Russie dans le « concert européen ».
Elle encourage la colonisation en Alaska et dans les territoires conquis, ainsi que dans le bassin de la moyenne Volga, où elle fait venir des colons allemands, à l'origine de la population dite « Allemands de la Volga ».
En 1794, elle signe un rescrit ordonnant la construction de la ville et du port d'Odessa.
Limites de la modernisation

La volonté de modernisation de Catherine II se heurte cependant à une situation de sous-développement économique, politique et culturel de la Russie, alors que l'Angleterre, qui est une monarchie parlementaire, connait sa révolution industrielle sur la base du système capitaliste ; , de leurs côtés, les Treize Colonies britanniques proclament leur indépendance (1776) et ouvrent l'ère de la démocratie et des libertés individuelles, en devenant les États-Unis d'Amérique, dotés d'une constitution en 1787. La Russie, elle, reste bloquée dans un système socio-économique archaïque, fondé sur la rente foncière et le servage paysan, peu productif, et sur le plan politique, conserve un système de monarchie absolue régulé par assassinats.
Pour marquer ce contraste entre les souhaits de l'impératrice et la réalité, on raconte à l'époque en France, sans doute à tort[réf. nécessaire], que lors de ses déplacements, les gouverneurs font construire le long des routes où elle doit passer de faux villages modèles peuplés de faux paysans, afin de lui prouver que la Russie était moderne. On[Qui ?] a donné à ces villages le nom de villages Potemkine, du nom de son favori, Grigori Potemkine.
Au début de son règne, elle a l'intention d'assouplir le servage, mais elle y renonce face à l'opposition de la noblesse. La Russie de Catherine II est en fin de compte l'âge d'or de la noblesse : jamais dans l'histoire de la Russie les serfs ne se sont trouvés dans une plus grande misère[réf. nécessaire]. Le servage est même étendu à l'Ukraine[réf. nécessaire].
Révoltes et répression

Les années 1770 sont marquées par la révolte de Pougatchev (1773-1775) dans les régions situées au sud de l'Oural et à l'est de la Volga. Pougatchev est un ancien officier de Cosaques qui prétend à partir de 1773 être le tsar Pierre III, selon la tradition russe des faux tsars. Il entraîne derrière lui les Cosaques de l'Oural, puis de très nombreux paysans de ces régions, ainsi que des non-Russes. Après quelques succès, Pougatchev est vaincu en août 1774, fait prisonnier puis exécuté en janvier 1775.
Un peu plus tard les Cosaques zaporogues d'Ukraine sont battus en 1778. Elle supprime alors leurs institutions particulières.

#### Culture, philosophie, sciences
Une femme cultivée

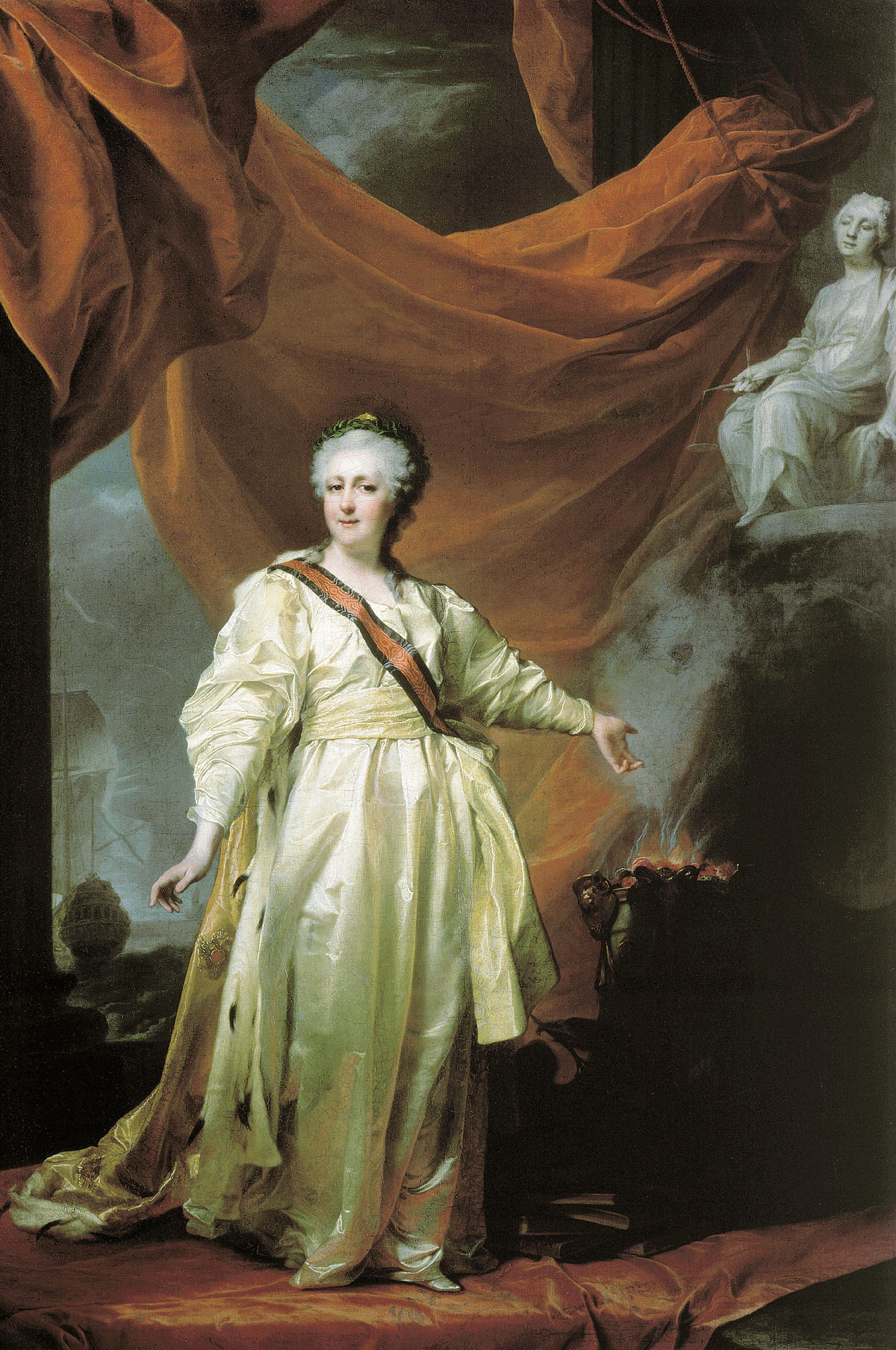
Portrait de Catherine II de Russie par Dmitri Levitsky, années 1780.

Catherine est amoureuse des livres depuis son enfance. Elle a une connaissance parfaite de la langue française grâce à sa gouvernante huguenote. Délaissée par ses parents, elle vit une enfance solitaire qui la pousse à se plonger dans la lecture. Après son arrivée en Russie, délaissée par son époux, mise quasiment en quarantaine[réf. nécessaire] par Élisabeth Ire, elle lit tous les romans français qui lui tombent sous la main. Un jour, elle lit (en français) un livre d'histoire de l’Allemagne et se rend compte que ce genre d'ouvrage lui plait encore plus que la littérature romanesque.
Conseillée par certains intellectuels de passage en Russie[Qui ?], elle se plonge dans les œuvres de Plutarque et de Tacite, puis dans le Dictionnaire historique et critique de Pierre Bayle, transition entre l’histoire et la philosophie. Elle lit ensuite De l’esprit des lois de Montesquieu, où il traite de la séparation des pouvoirs et préconise un système aristocratique libéral[pas clair] (à la place de la monarchie absolue ou de la démocratie). Ses conceptions influencent Catherine, qui les remodèlera dans son gouvernement, ne pouvant les appliquer comme telles à la Russie de l’époque[réf. nécessaire].
En novembre 1764, elle se pose en véritable fondatrice[pas clair] de l'Académie des trois arts nobles, fondée en 1757, en lui octroyant des privilèges et un règlement.
Par l'entremise de l'ambassadeur de France, le comte Louis-Philippe de Ségur, elle fait venir de Paris des troupes de théâtre et d'opéra, dont celle de Floridor, qu'elle fait jouer dans son théâtre du palais de l'Ermitage.
Une femme écrivain

Elle est elle-même écrivain. Elle rédige tout d’abord la Grande Instruction, un Code qui résume ses vues sur le système politique de la Russie, puis l’Antidote, œuvre où elle répond au Voyage en Sibérie, critique virulente de la Russie écrite en 1768 par l’abbé Chappe d’Auteroche.
Viennent ensuite ses Mémoires, suite de notes et de justifications sur sa politique et sa vie en général, une source essentielle d'informations à son sujet.
Catherine et les intellectuels de son temps

Elle se présente comme un mécène pour les arts, la littérature et l'éducation, se fondant sur l’Encyclopédie de Diderot et d'Alembert.
Elle est la première en Russie à subir la variolisation, technique de lutte contre la variole  antérieure à la vaccination de Jenner (1749-1823), afin de donner l'exemple à ses sujets.
Dans l’objectif de développer la culture dans sa nation, elle invite souvent les philosophes français à sa Cour. Mais la réputation du pays effraie et les refus s’enchaînent, notamment de la part de Denis Diderot.
Elle réussit à convaincre le mathématicien Leonhard Euler de revenir de Berlin.
En 1767, elle invite le juriste et physiocrate Pierre-Paul Lemercier de La Rivière de Saint-Médard à venir à Saint-Pétersbourg pour la conseiller sur les réformes à entreprendre. C'est un échec immédiat, car le physiocrate et la tsarine ne s'entendent pas sur les objectifs ni la durée du séjour. Catherine II voit en lui « une caution intellectuelle et philosophique » mais n'a pas l'intention de se soumettre aux principes de la physiocratie.
Elle entretient une relation épistolaire avec Voltaire (1694-1778), qui est en France un fervent défenseur de sa cause. En raison de l’intérêt qu’elle porte aux réflexions des philosophes, il voit en elle un « monarque éclairé » et ouvert d’esprit comme devrait l’être le roi de France. Mais il n'est jamais venu en Russie, alors qu'il a séjourné à Berlin auprès de Frédéric II. En 1778, elle achète sa bibliothèque.
Relations avec Grimm et Diderot

Les autres correspondants de l'impératrice sont Melchior Grimm (un peu plus de 430 lettres), Denis Diderot et Madame Geoffrin, qui reçoit tous ces philosophes dans son salon, rue Saint-Honoré.
Melchior Grimm (1723-1807), est pour elle aussi bien un correspondant philosophique qu’un confident. De 1796 à 1798, il est ministre de Catherine II (de) à Hambourg. En France il lui sert d’intermédiaire dans ses achats d’œuvres d’art et de livres, mais aussi de moyens de propagande en France[pas clair]. Fervent défenseur de la Russie en France, il reçoit des subventions de Catherine.
Quant à Diderot (1713-1784), elle lui achète sa bibliothèque en 1765, mais la lui laisse à sa disposition tout en lui versant une pension substantielle en tant que bibliothécaire. En 1773, il séjourne à Saint-Pétersbourg pendant cinq mois (octobre 1773-mars 1774). Il vient alors chaque jour pendant trois heures s’entretenir avec elle. Bien que ses idées ne soient pas applicables en Russie, elle le questionne longuement sur ses conceptions. Il écrit à son intention des textes répondant aux interrogations de l‘impératrice. À la fin de sa vie, après qu'il a critiqué la Russie, leurs relations sont moins chaleureuses mais ne sont pas interrompues.
L'affaire Radichtchev (1790)

En 1790, Alexandre Radichtchev publie son Voyage de Pétersbourg à Moscou, dans lequel il parle des conditions de vie déplorables des serfs. Elle lance alors des poursuites : Radichtchev est condamné à mort, puis sa peine est commuée en exil en Sibérie. Il n'est pas question en effet pour la « despote éclairée » de Saint-Pétersbourg de laisser entrer en Russie les idées « pernicieuses » de la Révolution française et de la Déclaration des droits de l'homme (26 août 1789), telles que « les hommes naissent et demeurent libres et égaux en droit ».
Tous les empereurs russes par la suite seront confrontés à ce dilemme : ouvrir la Russie à l'Occident sans que soit remis en question le système autocratique, ni la « russité » de l'empire.
Développement du système éducatif russe

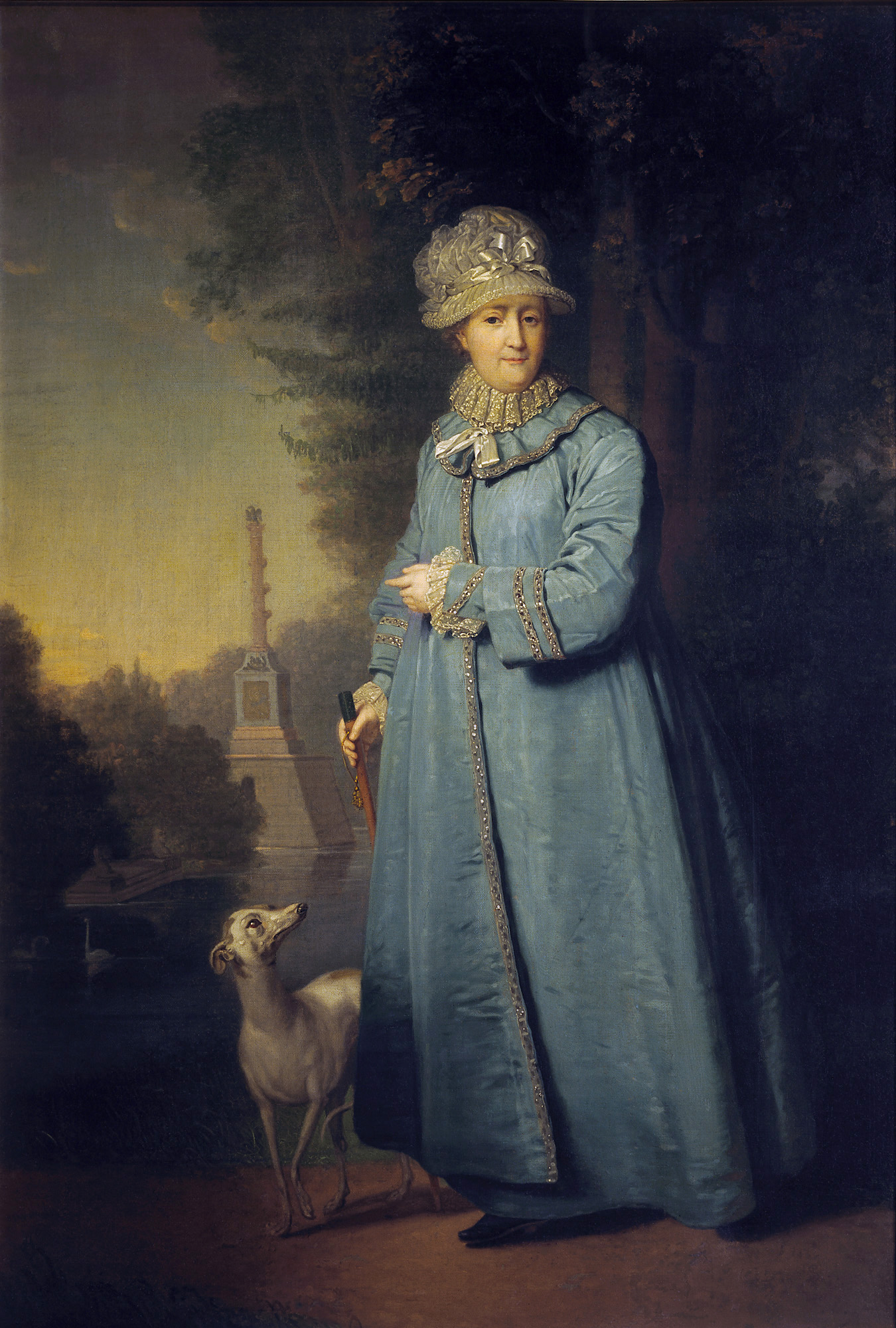
Portrait de Catherine II en 1794, par Vladimir Borovikovski.

Femme de lettres, passionnée d’histoire et de philosophie, le sujet qu’elle aborda le plus dans ses entretiens avec les philosophes est celui de l’éducation, problème majeur de la Russie, première cause de sa mauvaise intégration à l’Europe. C’est donc poussée par les idées des Lumières qu’elle essaie d'améliorer un système éducatif retardataire.
Avec l’aide d’une commission[pas clair], elle crée des hôpitaux pour enfants trouvés, dans lesquels ceux-ci sont éduqués selon un programme établi par l’impératrice.
La formation des « cadets » (élèves-officiers) est réformée pour y inclure une éducation intellectuelle, qui forma pendant longtemps des hommes politiques russes[pas clair].
En 1775 est ouverte la première école pour jeunes filles nobles, l’Institut Smolny, inspirée de celle de la maison de Saint-Cyr fondée en France un siècle plus tôt par Madame de Maintenon, sous le règne de Louis XIV.
Elle met en place un réseau d’écoles publiques primaires et secondaires dans les grandes villes, surtout à Saint-Pétersbourg et à Moscou. Elle relance la construction d’écoles privées ajoutant au système d’éducation[pas clair]. Consciente de ne pouvoir éduquer tous les enfants de Russie, elle se concentre sur la noblesse et les bourgeoisies urbaines, laissant de côté les paysans.
Le nombre d’élèves, de professeurs et d’écoles double presque durant son règne :
- 302 écoles contre 165[34] ;
- 718 professeurs contre 394 ;
- 18 128 élèves garçons contre 10 230 ;
- 1 178 filles contre 858.

#### Mécénat artistique
Par ses commandes de service de table, elle favorise le développement de la Manufacture impériale de porcelaines.
Mais c'est surtout dans le domaine des beaux-arts qu'elle est active. Pendant ses trente-quatre années de règne, une grande politique d'acquisition lui permet de rassembler près de quatre mille tableaux. Par l'intermédiaire de ses ambassadeurs, elle acquiert quelques-unes des plus prestigieuses collections européennes, comme celle du comte de Brühl et de Robert Walpole. Voltaire et surtout Diderot, aidé par le Genevois François Tronchin, favorisent l'acquisition des collections de Pierre Crozat et de Choiseul en 1772. En 1784, elle acquiert la collection du comte Simon René de Baudouin.
Elle possède cinq tableaux de Chardin.
Les acquisitions de Catherine II sont à l'origine d'une des collections de peintures les plus admirées en Europe, le musée de l'Ermitage.

### Mort, funérailles et succession
Au matin du 16 novembre 1796, l’impératrice alors âgée de 67 ans se lève et boit son café avant de se rendre aux toilettes mais elle y reste plus longtemps que d'habitude. Le valet de service de l'Impératrice, Zakhar Zotov, inquiet, décide au bout d’un certain temps d’ouvrir la porte et découvre avec horreur la souveraine étendue sur le sol, les yeux fermés, le « teint violet » et avec une respiration difficile et bruyante. On l'étend sur un matelas, à même le sol, où elle agonise pendant des heures. Les médecins diagnostiquent une « attaque d'apoplexie » (une hémorragie cérébrale ou un AVC). Le tsarévitch Paul, qui réside au palais de Gatchina, est prévenu dans la soirée par une missive du favori de sa mère, Platon Zoubov. Il se rend au palais d'Hiver le lendemain après-midi. L’héritier fait alors fouiller le bureau de l’impératrice encore agonisante, et ordonne la destruction de plusieurs documents (Catherine souhaitait déshériter Paul et faire passer le trône à son petit-fils Alexandre). Finalement, Catherine II meurt le 17 novembre 1796, sans reprendre conscience, après avoir régné pendant plus de 34 ans sur la Russie,.
Reconnu comme le nouveau souverain, le tsarévitch devient à 42 ans le nouvel empereur de Russie sous le nom de Paul Ier.
Le 25 novembre de la même année Paul Ier couronne symboliquement son père, Pierre III (assassiné en 1762), en déposant la couronne impériale sur son cercueil. Le 5 décembre il fait inhumer ses parents côte à côte dans la cathédrale Pierre-et-Paul de Saint-Pétersbourg,.

### Vie familiale

#### Catherine et son fils Paul
L'impératrice aime peu son fils, lui préférant ses petits-fils, Alexandre (1777-1825) et Constantin (1779-1831).
Les relations de Catherine avec son fils Paul ont toujours été froides, emplies de méfiance de part et d'autre. Ne l'ayant pas élevé, elle n'a guère d'affection pour cet enfant, et lui la considère comme responsable de la mort de son père, à qui il voue un véritable culte. Le fils désapprouve par ailleurs l'attitude et les largesses de sa mère envers ses favoris. Enfin il y a l'enjeu de la succession. Catherine (dont la légitimité est faible étant donné qu'elle n'a aucun lien de sang avec la lignée Romanov) a conscience que son fils peut être utilisé contre elle afin de la renverser. En 1776, elle lui fait épouser Sophie-Dorothée de Wurtemberg (1759-1828) ; mais elle leur retire leurs enfants, à la manière d'Élisabeth, ce qui suscite une profonde inimitié du couple envers Catherine.

#### Les amants de Catherine
Catherine est connue pour ses nombreux amants, dont certains jouent un rôle important dans le gouvernement.
Son premier amant en titre (1754) est Sergei Saltykov (1726-1765), qui pourrait être le père biologique de Paul.
Lui succède Grigori Orlov (1734-1783) : leur liaison dure dix ans (1762-1772). Orlov joue auprès de Catherine un rôle à la fois sentimental et politique. C'est lui qui, lors de la grande épidémie de peste de Moscou en 1771, calme la population et lutte, assisté d'un médecin, contre l'extension de l'épidémie. D'Orlov, Catherine II a deux enfants naturels : Nathalie (née en 1758), adoptée par la famille Alexeev et qui épousera le feld-maréchal de Buxhoeveden, et Alexeï (1762-1816). Paul craint que l'un d'entre eux ne devienne un obstacle à son avènement : mais l'impératrice, refusant de se marier, ne remet pas en question la succession de son fils légitime. Sa liaison avec Orlov se termine en raison des nombreuses infidélités de celui-ci.
Après Vassiltchikov, un jeune noble qui n'a pour lui que sa beauté et dont elle se lasse rapidement, Catherine noue une nouvelle relation stable avec Grigori Potemkine (1739-1791), officier de la Garde. Homme exubérant aimant les plaisirs de la table autant que les femmes, Potemkine est cependant un homme d'esprit et un homme politique, qui lui plaît par ses folies mais aussi par sa conversation, son humour et sa détermination. Elle le couvre d'honneurs, de médailles, mais aussi de terres, de richesses et de pouvoirs : il est celui qui aura le plus reçu d'elle. Elle n'a pas à le regretter : fervent serviteur de l'empire, Potemkine est un conseiller et un homme politique de premier plan. Il est le seul homme que Catherine aurait secrètement épousé.

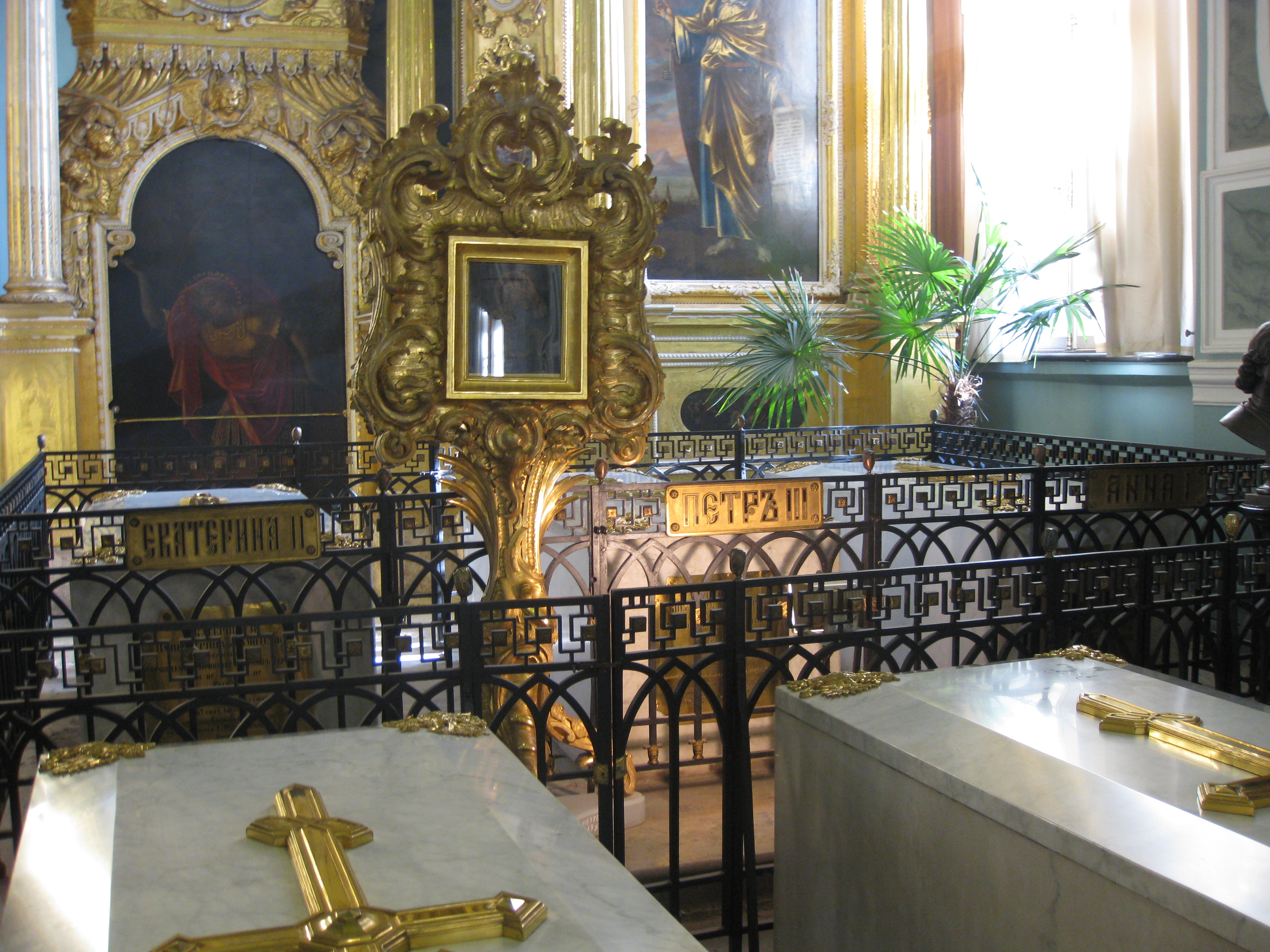
Tombeau de marbre blanc de l'impératrice Catherine II à la cathédrale Saint Pierre et Paul. À droite, le tombeau de son époux Pierre III.

C'est Potemkine lui-même qui met fin à leur liaison, mais il reste présent auprès de l'impératrice en tant qu'ami et conseiller. Il s'occupe de fournir des amants à l'impératrice, établissant des règles strictes : un médecin vérifie la bonne santé du prétendant, puis une proche de Catherine examine sa culture et valide ses performances sexuelles : la comtesse Praskovya Bruce (en), puis Anna Protassova font ainsi, office d'« essayeuses » ou d'« éprouveuses »).
À Potemkine succèdent donc de nombreux amants jeunes et beaux : Pierre Zavadoski, de vingt ans son cadet ; l’officier Simon Zoritch ; Ivan Nikolaïevitch Rimsky-Korsakov, âgé de vingt ans et doté d’un corps d’Adonis ; Alexandre Lanskoï, qui meurt quatre ans après le début de leur liaison.
On peut aussi noter le peintre français Gabriel-François Doyen, qui reçoit de la tsarine deux immenses domaines, qu'il présente comme des « principautés », et se fait octroyer un blason « d'azur au chef chargé de deux pals » auquel Louis XV autorise l'ajout d'une fleur de lys. Comme peintre, il est également apprécié par Paul.
Le dernier est Platon Zoubov, qui vit au côté de l'impératrice jusqu'à la mort de celle-ci.
L'attitude de Catherine envers ses amants est constante : chacun d'eux reçoit pendant et après ses « services » des honneurs, des propriétés (avec des milliers de serfs), des cadeaux… Cette scandaleuse façon de faire lui vaut une réputation de débauchée. Les historiens sont divisés sur l'existence de la Chambre des Plaisirs, cabinet érotique secret que l'impératrice aurait fait aménager dans son palais de Tsarskoïe Selo, constitué de plusieurs pièces et objets érotiques : peintures, meubles, lustres, etc.). S’ajoute à cela l'exaspération, voire la jalousie de Paul face aux largesses de sa mère pour ses favoris, en regard de la pauvre affection et des médiocres cadeaux que lui-même en reçoit.
Malgré cette vie tumultueuse, Catherine II sait faire la part entre les hommes et le pouvoir. Jamais elle ne leur accorde une parcelle de pouvoir qui puisse diminuer le sien : elle a une idée très claire de son autorité souveraine.

## Catherine II et le bouddhisme de Bouriatie

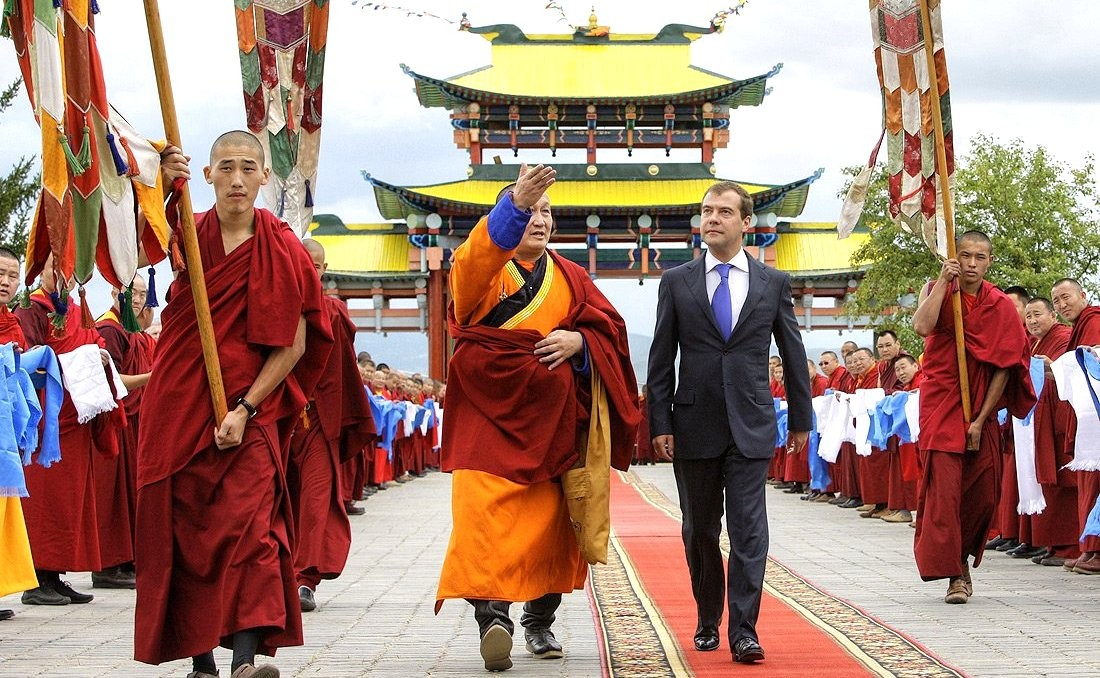
Août 2009, Dmitri Medvedev, président de la fédération de Russie avec Damba Ayusheev.

Catherine II a admis le bouddhisme, pratiqué par le peuple des Bouriates, qui vivent en Sibérie autour du lac Baïkal, parmi les religions autorisées dans l'Empire.
Les Bouriates la considèrent, ainsi que ses successeurs, comme réincarnation de Tara, divinité associée à la dimension féminine de la compassion.
Cette tradition, qui date peut-être seulement du XIXe siècle, s'est interrompue pendant la période soviétique, avant d'être reprise sous la présidence de Dmitri Medvedev après sa visite en 2009 en Bouriatie.

## Distinctions
- Ordre de Saint-André  ;
- Ordre de Sainte-Catherine (1re classe)  ;
- Ordre de Saint-Georges (1re classe)  ;
- 1762 : ordre de Saint-Alexandre Nevski .

## Hommages
- Statue érigée à Saint-Pétersbourg en 1873.
- Statue érigée à Odessa (alors en Russie) en 1900 ; elle est démontée en 1920, lors de la première indépendance de l'Ukraine, réinstallée en 2006[pourquoi ?], et de nouveau démontée en 2022, à la suite de l’invasion de l'Ukraine par la Russie.

## Publications

### Divers
- On a d'elle quelques écrits, des comédies, un drame d'Oleg[pas clair].
- Correspondances (avec Voltaire, Melchior Grimm, Oimin, etc.)
- Mémoires, 1859.

### Nakaz
- Nakaz
- Éditions en français :
  - Instructions adressées par sa majesté l'impératrice de toutes les Russies à la commission établie pour travailler à l'exécution d'un projet d'un nouveau code de loix, Yverdon, 1769, disponible sur Google Books.
  - Code russe ou instructions adressées par sa majesté l'impératrice de toutes les Russies à la commission établie pour travailler à l'exécution d'un projet d'un nouveau code de lois, Amsterdam, 1775, 3e édition.

### Antidote
- Antidote, ou Examen du Mauvais Livre superbement imprimé intitulé : Voyage en Sibérie, fait par ordre du Roi en 1761, Amsterdam, Marc-Michel Rey, 1771-1772.
- Édition originale en deux volumes, Saint-Pétersbourg, 1770-1771.

Quelques pages peu favorables à la Russie de Jean Chappe dans son Voyage en Sibérie lui attirèrent surtout une vive critique sous la forme d'un ouvrage rédigé et publié anonymement par Catherine II et le comte Ivan Chouvalov, la jeune impératrice répondant à ce qu'elle considéra comme une attaque de son pays en reprenant chapitre par chapitre le livre de l'abbé pour le réfuter. Cette attribution fut combattue par Anguis qui « donne pour collaborateur à la comtesse Daschkof le sculpteur Falconet. »[pas clair]

## Postérité

### Arts et lettres
- 1819 : elle apparaît dans Don Juan de Lord Byron, dans lequel Don Juan participe au siège d'Izmaïl.
- 1988 : elle est un personnage important du roman de Katherine Neville, Le Huit.
- 2013 : elle est le sujet du roman d'Andreï Makine, Une femme aimée (prix Casanova 2013).
- 2023 : elle est le sujet du roman de Kristina Sabaliauskaité, L'Impératrice de pierre[55].

### Cinéma, télévision et musique
Le personnage de Catherine II a été représentée à l'écran par plusieurs actrices.

#### Cinéma
- 1909 : Berthe Bovy dans Tarakanowa et Catherine II ;
- 1910 : Nadia Aleksandrovna dans La Princesse Tarakanova et Catherine II ;
- 1917 : M. Petrova-Volina dans Cagliostro en Russie ;
- 1919 : Elsa Wasa dans Das Spielzeug der Zarin ;

- 1920 :
  - Leopoldine Konstantin dans Der Shawl der Kaiserin Katharina II ;
  - Lucie Höflich dans Katharina die Grosse ;

- 1924 : Pola Negri dans Paradis défendu ;
- 1925 : Louise Dresser dans L'Aigle noir ;

- 1927 :
  - Vera Argoutinskaïa dans Un caprice de Catherine II ;
  - Marcelle Charles-Dullin dans Le Joueur d'échecs :
  - Suzanne Bianchetti dans Casanova ;

- 1928 :
  - Olga Baclanova dans The Czarina’s Secret ;
  - Lili Breda dans Der alte Fritz ;
  - Mona Maris dans Marquis d’Eon, der Spion der Pompadour ;

- 1929 : Salka Viertel dans Seven Faces ;
- 1930 : Paule Andral dans Tarakanova ;

- 1934 :
  - Elisabeth Bergner dans Catherine de Russie ;
  - Marlene Dietrich dans L'impératrice rouge ;

- 1938 :
  - Françoise Rosay dans Le Joueur d'échecs ;
  - Suzy Prim dans Tarakanowa ;

- 1939 : L. Biberowich dans Zaporozhets za Dunayem ;
- 1943 : Brigitte Horney dans Les Aventures fantastiques du baron Münchhausen ;
- 1945 : Tallulah Bankhead dans Scandale à la cour ;
- 1946 : Gianna Maria Canale dans L'Aigle noir ;
- 1947 : Olga Solbelli dans La Fille du capitaine ;

- 1948 :
  - Gertrude Lawrence dans Great Catherine ;
  - Yvonne Sanson dans Le Chevalier mystérieux ;

- 1949 : Marianne Prenzel dans Die blauen Schwerter ;
- 1950 : Binnie Barnes dans À l’ombre de l’Aigle ;

- 1953 :
  - Mary Ellis dans Great Catherine ;
  - Olga Zhiznyeva dans L’Amiral Tempête ;

- 1954 : Maria Riva dans The Conspiracy of Catherine the Great ;

- 1958 :
  - Katharine Blake dans Great Catharine ;
  - Viveca Lindfors dans La Tempête ;

- 1959 : Bette Davis dans John Paul Jones, maître des mers ;
- 1960 : Anneliese Römer dans Die Nacht in Zaandam ;
- 1961 : Nadine Alari dans Le Meurtre de Pierre III ;
- 1962 : Joan Miller dans The Pretender ;
- 1963 : Hildegard Knef dans Catherine de Russie ;
- 1966 : Käthe Lindenberg dans Elisabeth Tarakanow ;
- 1968 : Jeanne Moreau dans La Grande Catherine ;
- 1971 : Evelyne Dandry dans La petite Catherine ;
- 1973 : Yvonne Sanson dans Die merkwürdige Geschichte des Friedrich Freiherrn von der Trenck ;
- 1974 : Macha Méril dans Sotto il placido Don ;
- 1975 : Nicole Heesters dans Benjowski ;
- 1977 : Jayne Meadows dans Meeting of Minds ;
- 1978 : Erzsi Mathé dans Les Fantômes du Palais d’Hiver ;
- 1981 : Rosy Varte dans Novgorod ;
- 1982 : Sandra Nova dans La Tsarine nue ;

- 1986 :
  - Yekaterina Kohv dans Mikhaïlo Lomonossov ;
  - Valentina Azovskaya dans Peter the Great and Catherine the Great ;

- 1990 : Svetlana Kryuchkova dans La Chasse royale ;
- 1991 : Kristina Orbatkayte dans Vivent les cadets de la marine ! ;

- 1992 :
  - Marina Vlady dans Rêves de Russie (O-roshiya-koku suimu-dan (おろしや国酔夢譚?)) de Jun'ya Satō ;
  - Kristina Orbakayte dans Aspirants de marine III ;

- 1995 :
  - Prue Brimacombe dans I Was Catherine The Great’s Stable Boy ;

- 2005 : Emily Bruni dans Catherine la Grande.

#### Télévision
- 1991 : Julia Ormond dans Intrigues impériales ;
- 1995 : Catherine Zeta-Jones dans Catherine la Grande (Catherine the Great) ;
- 2000 : Danielle Cormack dans Jack, le vengeur masqué ;
- 2005 : Anna Geller dans Le Favori ;

- 2006 :
  - Alla Oding dans La Grande Catherine de Russie ;
  - Beate Weidenhammer dans Katharina die Grosse – Die Zarin aus Zerbst ;
  - Nancy Digonis dans Engineering an Empire : Russia ;

- 2007 :
  - Alexandra Kulikova dans Avec plume et épée ;
  - Elzbieta Jasinka-Maeder dans L’Affaire Calas ;
  - Alla Oding dans Les Mousquetaires de Catherine ;

- 2012 :
  - Catherine Deneuve dans Dieu aime le caviar ;
  - Katja Riemann dans Baron Münchhausen ;

- 2013 :
  - Anna Yashina dans Les Romanov, histoire d'une dynastie ;
  - Alma Leiberg dans Catherine II de Russie ;

- 2014 : Marina Aleksandrova dans Ekaterina ;
- 2019 : Helen Mirren dans Catherine the Great ;
- 2020 : Elle Fanning dans The Great.

#### Documentaire
- En 2009, un documentaire-fiction, intitulé Catherine II : nuits blanches à Saint-Pétersbourg, lui est consacré dans le cadre de l'émission Secrets d'Histoire[56].

#### Musique
- Elle est mentionnée dans la chanson Alexander the Great vs Ivan the Terrible (« Alexandre le Grand contre Ivan le Terrible ») d'Epic Rap Battles of History (ERB), interprétée par Meghan Tonjes.
- Catherine the Great sur l'album Foreverland (2016) de The Divine Comedy.
- Elle apparait dans la comédie musicale The Baddest Bitches in Herstory (deuxième saison de RuPaul's Drag Race: All Stars), où son rôle tenu par Ginger Minj.

### Jeux vidéo
- Catherine II est la dirigeante de la « civilisation russe » dans les jeux vidéo Civilization IV, Civilization V et Civilization VII.
- Elle est présente dans Europa Universalis IV[57].